# Mayme Kelso
Pour les articles homonymes, voir Kelso (homonymie).
Mayme Kelso (parfois créditée Maym Kelso) est une actrice américaine, née le 28 février 1867 à Columbus (Ohio), morte le 5 juin 1946 à South Pasadena (Californie).

## Biographie
Au théâtre, Mayme Kelso joue notamment à Broadway (New York), principalement dans des comédies musicales représentées entre 1896 et 1911, ainsi que dans l'adaptation d'une opérette viennoise en 1908 (Ein Walzertraum, sur une musique d'Oscar Straus).
S'ajoutent deux pièces, Le Songe d'une nuit d'été de William Shakespeare (1903, avec William Farnum et Etienne Girardot) et, pour sa dernière prestation à Broadway, The Shanghai Gesture de John Colton (en) (1928, avec C. Henry Gordon et J. Carrol Naish).
Au cinéma, exclusivement durant la période du muet, elle contribue à cent-dix-huit films américains à partir de 1911, essentiellement des courts métrages jusqu'en 1915 (dont Human Hearts d'Otis Turner en 1912, avec King Baggot).
Par la suite, mentionnons Petit Démon de Marshall Neilan (1917, avec Mary Pickford), deux réalisations de Cecil B. DeMille, L'Admirable Crichton (1919) et L'Échange (1920) — tous deux avec Gloria Swanson et Thomas Meighan —, ou encore The Unchastened Woman de James Young (1925, avec Theda Bara et Wyndham Standing).
Son dernier film est The Drop Kick de Millard Webb (avec Richard Barthelmess et Barbara Kent), sorti en 1927.

## Théâtre à Broadway (intégrale)
(comédies musicales, sauf mention contraire)
- 1896-1897 : The Geisha, musique de Sidney Jones, lyrics d'Harry Greenbank, livret d'Owen Hall : Dorothy Sweet
- 1900 : Broadway to Tokio, musique d'A. Baldwin Sloane et Reginald De Koven, lyrics et livret de Louis Harrison et George V. Hobart : Anisette
- 1902 : The Defender, musique de Charles Dennée, lyrics et livret d'Allen Lowe : Mme Everly Chase
- 1903 : Le Songe d'une nuit d'été (A Midsummer Night Dream), pièce de William Shakespeare : la deuxième fée
- 1907 : The Hurdy-Gurdy Girl, musique de H. L. Heartz, lyrics, livret et mise en scène de Richard Carle : Gwendolyn Fitzgerald
- 1908 : Ein Walzertraum (A Waltz Dream), opérette, musique d'Oscar Straus, livret original de Felix Dörmann et Leopold Jacobson, adapté par Joseph W. Herbert : Friedericke
- 1911 : Hell, musique de Robert Hood Bowers, Irving Berlin et Maurice Levi, lyrics et livret de Rennold Wolf, mise en scène de George F. Marion : une vieille servante / Mme Maxon Newrow
- 1928 : The Shanghai Gesture, pièce de John Colton : Lady Blessington

## Filmographie partielle

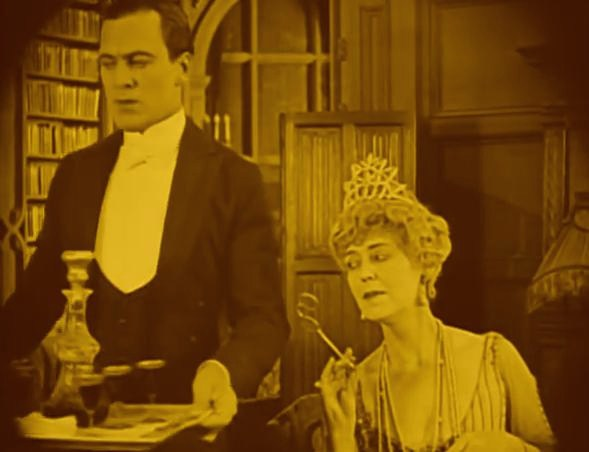
Avec Thomas Meighan, dans L'Admirable Crichton (1919)

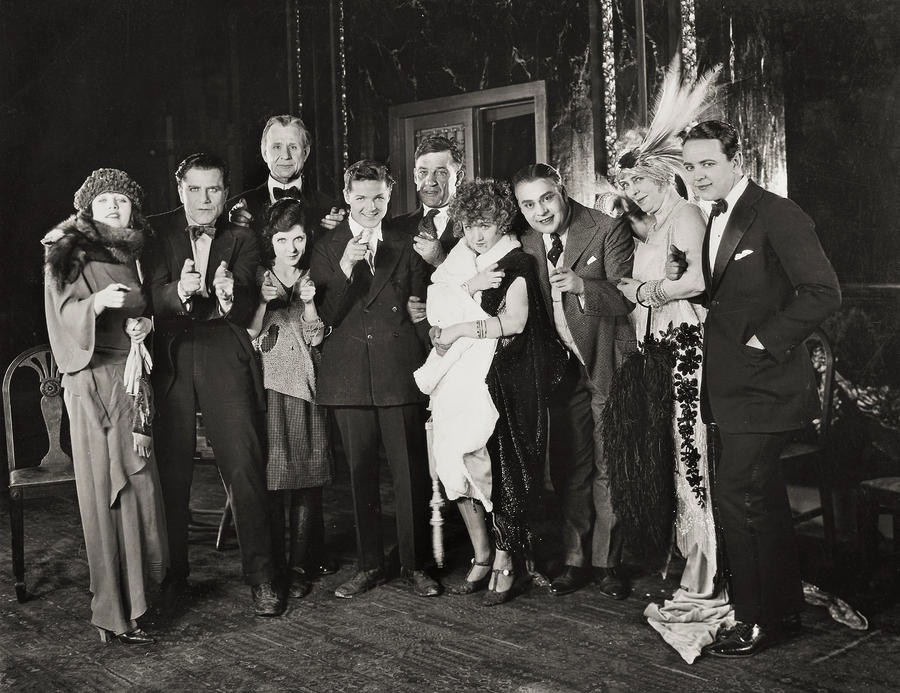
Casting d’Un paria (1922), avec Mayme Kelso, 2e en partant de la droite

- 1911 : Le Petit Chaperon rouge (Little Red Riding Hood) de James Kirkwood Sr. et George Loane Tucker (court métrage) : la mère
- 1912 : Human Hearts d'Otis Turner (court métrage) : Mme Logan
- 1915 : Dr. Rameau de Will S. Davis : la mère du docteur Rameau
- 1916 : Man and His Angel de Burton L. King : Kitty Fish
- 1917 : The Cost of Hatred de George Melford : la compagne d'Elsie
- 1917 : Lost and Won de Cecil B. DeMille et Frank Reicher : Cleo Duvene
- 1917 : Petit Démon (Rebecca of Sunnybrook Farm) de Marshall Neilan : Jane Sawyer
- 1917 : The Secret Game de William C. de Mille : Mlle Loring
- 1917 : The Primrose Ring de Robert Z. Leonard : Mlle Foote
- 1917 : Those Without Sin de Marshall Neilan
- 1918 : Drame au pays de l'ivoire (The White Man's Law) de James Young : Mme Mayhew
- 1918 : Fils d'amiral (His Birthright) de William Worthington : Mme Harland Smith
- 1918 : The Cruise of the Make-Believes de George Melford : Mme Ewart Crane
- 1918 : Soupçon tragique (The Honor of His House) de William C. de Mille : Mme Proudweather
- 1918 : The Things We Love de Lou Tellegen : Mme Kenwood
- 1918 : La Proie pour l'ombre (Old Wives for New) de Cecil B. DeMille : la gouvernante
- 1919 : You Never Saw Such a Girl de Robert G. Vignola : Fannie Perkins
- 1919 : Cheating Cheaters d'Allan Dwan : Mme Brockton
- 1919 : Men, Women, and Money de George Melford : Mme Ribout
- 1919 : Jeune fille à louer (In for Thirty Days) de Webster Cullison : Mme Corning
- 1919 : Un jeune homme trop rangé (A Very Good Young Man) de Donald Crisp : Mme Love
- 1919 : L'Admirable Crichton (Male and Female) de Cecil B. DeMille : Lady Brockelhurst
- 1920 : Simple Souls de Robert Thornby : Mme Shine
- 1920 : Ne vous mariez jamais (Don't Ever Marry) de Victor Heerman et Marshall Neilan : Mme Dow
- 1920 : Help Wanted-Male de Henry King : Mme Dale
- 1920 : La Montée du passé (Conrad in Quest of His Youth) de William C. de Mille : Gina
- 1920 : The Furnace de William Desmond Taylor : Lady Foulkes-Brent
- 1920  : Ne vous mariez jamais (Don't Ever Marry) de Marshall Neilan et Victor Heerman
- 1920 : L'Échange (Why Change Your Wife?) de Cecil B. DeMille : Harriette
- 1921 : Romance d'autrefois (The Lost Romance) de William C. de Mille : la libraire
- 1921 : Un frelon chez les abeilles (Her Study Oak) de Thomas N. Heffron : Mme White
- 1922 : For the Defense de Paul Powell : Smith
- 1922 : L'Accordeur (Clarence) de William C. de Mille : Mme Martin
- 1922 : Un paria (en) (Kick In) de George Fitzmaurice : rôle non spécifié
- 1923 : Après le triomphe (The World's Applause) de William C. de Mille : la secrétaire de Corinne
- 1923 : Snobinette (The Love Piker) d'E. Mason Hopper : Mme Warner
- 1923 : Le Cœur et la Dot (The Marriage Market) d'Edward LeSaint : Mlle Blodgett
- 1924 : Nellie, the Beautiful Cloak Model d'Emmett J. Flynn : Mlle Drake
- 1925 : Dollar Down de Tod Browning : Mme Craig
- 1925 : The Unchastened Woman de James Young : Susan Ambie
- 1925 : Seven Keys to Baldpate de Fred C. Newmeyer : Mme Rhodes
- 1926 : Whispering Wires d'Albert Ray : Ann Cartwright
- 1927 : Vanity de Donald Crisp : Mme Fiske
- 1927 : The Drop Kick de Millard Webb : Mme Graves

## Note et référence
1. ↑  Cette pièce est adaptée au cinéma en 1941 sous le même titre original (titre français : Shanghai Gesture).